# Cleethorpes
Cleethorpes är en stad i grevskapet Lincolnshire i England. Staden ligger i kommunen North East Lincolnshire vid mynningsviken Humber, cirka 49 kilometer nordost om Lincoln. Tätortsdelen (built-up area sub division) Cleethorpes hade 39 505 invånare vid folkräkningen år 2011.

## Geografi

### Klimat
Cleethorpes har ett kustklimat, precis som merparten av de brittiska öarna. Nedan följer uppmätta normala temperaturer och -nederbörd i Cleethorpes 1981–2010.
|                                            | Jan  | Feb  | Mar  | Apr  | Maj  | Jun  | Jul  | Aug  | Sep  | Okt  | Nov  | Dec  |
| ------------------------------------------ | ---- | ---- | ---- | ---- | ---- | ---- | ---- | ---- | ---- | ---- | ---- | ---- |
| Normaldygnets maximitemperaturs medelvärde | 7,4  | 7,8  | 10,1 | 12,4 | 15,2 | 18,1 | 20,7 | 20,7 | 18,2 | 14,4 | 10,3 | 7,6  |
| Normaldygnets minimitemperaturs medelvärde | 1,7  | 1,9  | 3,2  | 4,8  | 7,3  | 10,1 | 12,4 | 12,6 | 10,4 | 7,8  | 4,5  | 2,0  |
|                                            |      |      |      |      |      |      |      |      |      |      |      |      |
| Nederbörd                                  | 50,0 | 38,0 | 39,7 | 42,0 | 45,1 | 51,8 | 52,4 | 50,3 | 52,0 | 55,0 | 60,2 | 51,5 |

| Diagram | temperaturer i °C • månadsnederbörd i mm | temperaturer i °C • månadsnederbörd i mm | temperaturer i °C • månadsnederbörd i mm | temperaturer i °C • månadsnederbörd i mm | temperaturer i °C • månadsnederbörd i mm | temperaturer i °C • månadsnederbörd i mm | temperaturer i °C • månadsnederbörd i mm | temperaturer i °C • månadsnederbörd i mm | temperaturer i °C • månadsnederbörd i mm | temperaturer i °C • månadsnederbörd i mm | temperaturer i °C • månadsnederbörd i mm | temperaturer i °C • månadsnederbörd i mm |
|         | 50 7 2                                   | 38 8 2                                   | 40 10 3                                  | 42 12 5                                  | 45 15 7                                  | 52 18 10                                 | 52 21 12                                 | 50 21 13                                 | 52 18 10                                 | 55 14 8                                  | 60 10 5                                  | 52 8 2                                   |